# Loire-Atlantique
La Loire-Atlantique (/lwa.ʁ‿at.lɑ̃.tik/), dénommée Loire-Inférieure jusqu'en 1957, est un département français de la région Pays de la Loire, dont le nom vient de la Loire qui se jette dans l'océan Atlantique. L'Institut national de la statistique et des études économiques (INSEE) et La Poste lui attribuent le code 44. Sa préfecture est Nantes.
La Loire-Atlantique est au sud de la Bretagne. Son territoire faisait majoritairement partie de la province de Bretagne. La question d'un éventuel rattachement à la région Bretagne fait l'objet d'un débat récurrent.
Comme dans le reste de la Haute-Bretagne, la langue vernaculaire y fut, jusque dans la seconde moitié du XXe siècle, le gallo, sauf dans la presqu'île guérandaise, où le breton était prédominant et a été parlé jusqu'au début du XXe siècle.
Le département a été créé en 1790, par démembrement de la province de Bretagne, sous le nom de Loire-Inférieure et a conservé cette appellation jusqu'en 1957. Il porte le numéro 44 dans la numérotation départementale française.

## Histoire

### Préhistoire
La présence de l'homme dans les Pays de la Loire est attestée dès le Néolithique,.

### Moyen Âge
Les premiers marais salants apparaissent au début du Moyen Âge.

### Époque moderne
Le XVIIIe siècle marque l'apogée du commerce colonial dans la région de Nantes.

### Révolution et création du département
Le 4 mars 1790, un décret officialise la création du département de Loire-Inférieure. Cette décision est une application du décret du 22 décembre 1789.
Le siège du département est fixé à Nantes et est d'abord divisée en neuf districts : Ancenis, Blain, Châteaubriant, Clisson, Guérande, Machecoul, Nantes, Paimbœuf et Savenay
La création des départements vise à remplacer les provinces de l'Ancien régime et entraîne la mise en place de nouvelles entités. Le découpage territorial a fait l'objet de négociations. Rennes ayant obtenu que Redon soit rattachée au département dont elle va devenir le chef-lieu, Vannes exige en échange La Roche-Bernard et six paroisses rurales. En contrepartie, l'Assemblée concède aux Nantais la baronnie de Châteaubriant et la vicomté de Fercé, qui contiennent onze paroisses. Les frontières des « pays » sont imprécises à l'est. La Remaudière et La Boissière-du-Doré sont englobées dans le même département que Nantes sans raison historique et sans consultation des habitants.
La Loire-Inférieure dispose d'un conseil départementale. Sa superficie est de 6 500 km2 pour une population de 419 669 habitants, dont 89 000 pour la seule ville de Nantes.
Durant l'an II, le département comprend 207 communes.
En 1800, les districts sont remplacés par les arrondissements. Cinq sont établis dans le département : Ancenis, Châteaubriant, Nantes, Paimbœuf et Savenay.
Finalement, le département a repris la quasi-totalité de la partie bretonne du territoire de l'ancien évêché de Nantes, recevant une petite partie du sud de l'évêché de Rennes et perdant une partie du pays Mitau, au nord-ouest, le canton de La Roche-Bernard rattaché au Morbihan et celui du Grand-Fougeray rattaché à l'Ille-et-Vilaine. Il a été constitué à partir de :
- 215 paroisses de la province de Bretagne (héritière du duché de Bretagne) ;
- 8 paroisses (devenues 6 communes) issues des marches de Bretagne-Poitou ; sept de ces paroisses attribuées à la Loire-Inférieure relevaient du diocèse de Nantes, 1 du diocèse de Luçon (Legé). Dans le même temps, 7 paroisses de ces mêmes marches communes ont été attribuées à la Vendée (4 relevant du diocèse de Luçon et 3 de celui de Nantes) ;
- 1 paroisse issue des Marches d'Anjou et de Bretagne ; il s'agit de La Boissière-du-Doré, qui relevait également du diocèse de Nantes sur le plan spirituel ;
- 1 paroisse (Remouillé), issue des marches Bretagne-Poitou, qui relevait du diocèse de Nantes sur le plan spirituel. De son côté la Vendée s'était vue attribuer 2 paroisses « avantagères » à la Bretagne (Saint-André-Treize-Voies, La Bernardière) qui relevaient également du diocèse de Nantes.

Carte du département en 1790.

### XIXesiècle
Après la victoire des coalisés à la bataille de Waterloo (18 juin 1815), le département est occupé par les troupes prussiennes de mi-août à septembre 1815.
En 1872, des carlistes sont internés à Nantes.

### XXesiècle
Pendant la Première Guerre mondiale, 128 000 hommes originaires du département sont mobilisés. Soixante mille réfugiés originaires du nord de la France, de la Belgique, de Pologne et de Serbie sont hébergés. Les premières troupes américaines débarquent en juin 1917. Elles s'établissent à Saint-Nazaire, Montoir, Le Croisic, Paimboeuf et contribuent à la lutte contre la guerre sous-marine.
Des Autrichiens et des Allemands habitants du département et suspectés de travailler par les puissances centrales sont internés au camp de concentration de Guérande.
D'après l'archiviste Émile Gabory, 26 400 soldats originaires du département sont morts. Le Mémorial virtuel des morts pour la France de Loire-Atlantique au cours de la Première Guerre mondiale parle de 25 994 soldats,.
Le 9 mars 1957, il prend son nom actuel de Loire-Atlantique,, préféré à Loire-Océan et Loire-Maritime.
Le conseil général de l'époque jugeait que le nom de Loire-Inférieure nuisait à l'image économique et touristique du département et suivait l'exemple de deux autres départements, la Seine-Inférieure et la Charente-Inférieure, qui étaient respectivement devenues la Charente-Maritime en 1941 et la Seine-Maritime en 1955. Le Conseil d'État avait d'ailleurs une préférence pour le nom de Loire-Maritime.

### XXIesiècle
Le 31 décembre 2015, le territoire de la commune du Fresne-sur-Loire (Loire-Atlantique) est rattaché au département de Maine-et-Loire, décision préalable à la création de la commune nouvelle Ingrandes-le-Fresne-sur-Loire, située en Maine-et-Loire.
Le 1er janvier 2017, les arrondissements d'Ancenis et de Châteaubriant fusionnent en un seul : l'arrondissement de Châteaubriant-Ancenis, avec pour sous-préfecture Châteaubriant.
Le 1er janvier 2018, le territoire de la commune de Freigné (Maine-et-Loire) est rattaché au département de la Loire-Atlantique, décision préalable à la création de la commune nouvelle Vallons-de-l'Erdre, située dans la Loire-Atlantique.

## Politique et administration

### Organisation administrative
L'administration du département est assurée par le conseil départemental de la Loire-Atlantique, dont le président est Michel Ménard.
Le chef-lieu du département est Nantes, également préfecture de la région Pays de la Loire.
Fabrice Rigoulet-Roze est le préfet de région Pays de la Loire depuis le 30 janvier 2023.

Les trois arrondissements de la Loire-Atlantique, dont celui de Nantes en rouge.

### Districts et arrondissements
Le département de Loire-Atlantique est divisée en trois arrondissements : Nantes, Saint-Nazaire et Châteaubriant-Ancenis.

### Sensibilités politiques
Comme une grande partie du reste de l'Ouest de la France, la Loire-Atlantique a la réputation d'être un département conservateur. En effet, de tradition catholique (à l'exception de la région ouvrière de Saint-Nazaire), le département a voté à droite tout au long de la IIIe République, en opposition à la gauche anticléricale. Dans le Tableau politique de la France de l'Ouest sous la Troisième République, André Siegfried oppose le couloir républicain de la Basse-Loire au reste du département (les quatre cinquièmes), catholique conservateur.
Entre 1935 et 1953, l'assemblée départementale est dominée par la droite. Le poids des cantons ruraux de tradition catholique explique la permanence de ce choix.
À la fin de la Seconde Guerre mondiale, l'électorat du département se tourne vers le Mouvement républicain populaire (MRP).
Cependant, la déchristianisation a commencé à toucher le département à partir des années 1960, et la gauche a progressé de façon continue depuis. Ainsi, Nantes est passé à une gestion socialiste lors des municipales de 1977, avant de revenir à droite 6 ans plus tard, puis à nouveau vers le PS depuis 1989.
L'évolution de la Loire-Atlantique vers la gauche correspond à un mouvement de fond qui caractérise la Bretagne et quelques territoires du « Grand Ouest », alors qu'a contrario la droite a conquis durablement des départements de la partie Est de la France (Nord-Est, Provence, etc.).
Après les élections municipales de 2014, la gauche perd plusieurs communes du département (Blain, Clisson, Donges, Trignac, Thouaré-sur-Loire, Saint-Philbert-de-Grand-Lieu, etc.) et la droite redevient majoritaire en nombre de communes (34 communes à droite contre 18 à gauche). Les départementales de 2015 confirment ce reflux de la gauche, puisque la majorité sortante (socialistes et alliés) est reconduite d'extrême justesse (en sièges) à la faveur d'un binôme sans-étiquette, en cédant des bastions historiques comme le canton de Guémené-Penfao et conserve le département en étant minoritaire en voix (48,60 % des voix pour la majorité sortante).
Lors des élections législatives de 2024, le Nouveau Front populaire (NFP) arrive en tête avec 46.16 % des voix.

### Question du rattachement à la Bretagne
Le 5 avril 1919, Étienne Clémentel, ministre du commerce et de l'industrie de Georges Clemenceau, instaure 15 groupements d'intérêts régionaux autour des principales chambres de commerce. Dans ce découpage, les villes de Rennes et Nantes ont toutes les deux leur propre groupement.

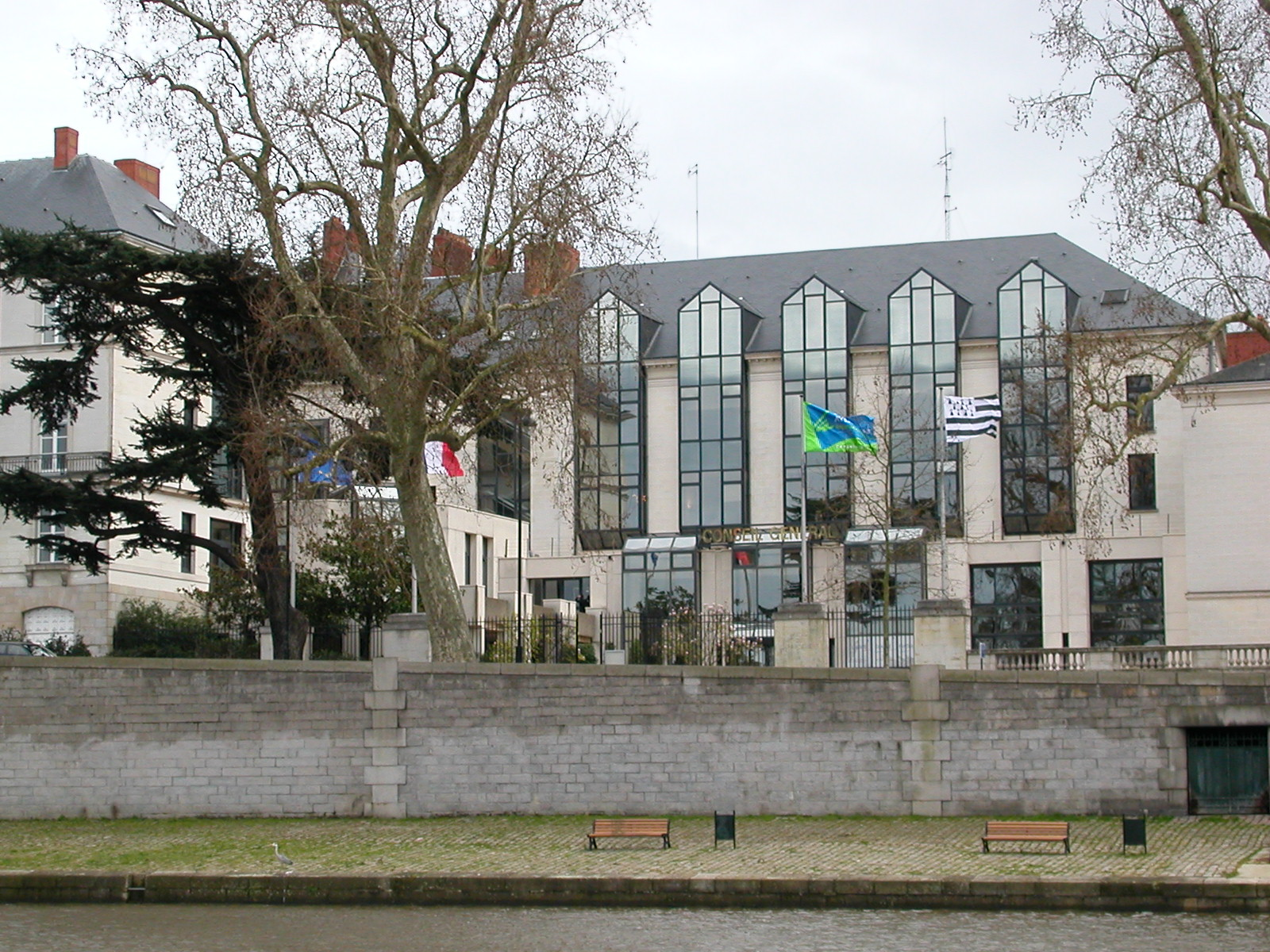
Depuis 2004 et le passage de Patrick Mareschal à la présidence du conseil général, le drapeau de la Bretagne flotte devant l'hôtel du département.

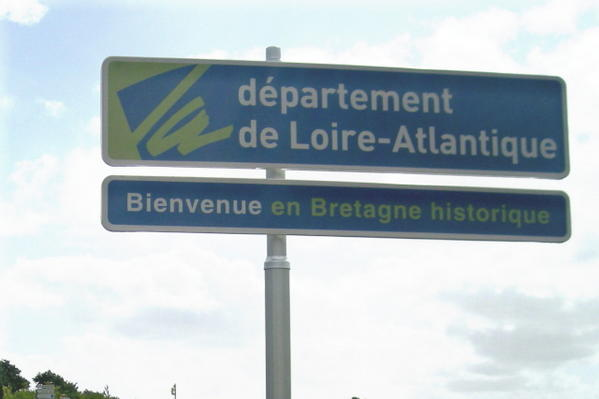
Panneau installé à l'entrée du département.

Graphique réalisé suivant les données recueilli par Skol Breizh sur le rattachement de la Loire-Atlantique à la Bretagne.

Selon Marc Le Fur, la Loire-Atlantique aurait été rattachée à la région d'Angers via un décret du gouvernement de Vichy du 30 juin 1941. Cette idée est défendue par Alan Stivell.
Un autre découpage, celui de la France en provinces, défini par le Conseil national en août 1941, établit une province de Bretagne en cinq départements, dont les limites auront suscité un arbitrage du maréchal Pétain lui-même mais qui n'aura guère d'existence effective.
Cependant, le décret du 30 juin 1941 séparant la Loire-Inférieure du reste de la Bretagne devait rester provisoire.
Le décret Pflimlin du 30 juin 1955 a créé les régions de programme qui avaient pour objectif d'optimiser l'aménagement du territoire : selon des considérations économiques, la Loire-Atlantique est placée dans la région Pays de la Loire.
La création des préfets de région en 1964, des établissements publics régionaux en 1972 et des régions en 1982 a entériné ce découpage et lui a donné une légitimité. Dans cette même période, l'identité bretonne s'est affirmée et l'attribution de la Loire-Atlantique aux Pays de la Loire s'est trouvée contestée. En 1972, le conseil général du département a émit le vœu d'être rattaché à une région incluant les cinq départements bretons mais en y associant les départements voisins.
En 2007, plusieurs associations, groupes de pression et partis politiques militant pour la réunification sont Bretagne réunie (ex CUAB), l'Union démocratique bretonne (UDB), le Parti breton (en), Les Verts et le Modem (dont les élus au conseil régional de Bretagne se sont exprimés en faveur de la réunification), tout comme certains élus ou responsables FN, UMP, PS, PRG et PCF qui se sont prononcés favorablement.
En 2014, dans la commune de Saint-Viaud a été organisée une votation sur la question du rattachement à la Bretagne. Deux cent quarante sept votants sur 1 566 inscrits ont votés « oui ». La même année Yann Queffélec, Alan Stivell, plusieurs chefs d'entreprises et parlementaires sont venus à l'Assemblée à l'invitation de l'association "Bretagne réunie" pour défendre le rattachement de Nantes à la Bretagne.
Selon un sondage commandé à l'Institut français d'opinion publique (IFOP) par les associations « À la bretonne », « Unis pour un grand Val de Loire » et « Décidons en Vendée » en 2021, 66 % des habitants des Pays de la Loire jugent légitime que les habitants de Loire-Atlantique puissent décider par référendum du rattachement éventuel de leur département à la région Bretagne. Dans l'hypothèse où un tel référendum serait organisé, 67 % des Ligériens voteraient « pour ».
En 2023, dans le respect de son programme de campagne aux municipales de 2020, la municipalité de Nantes a créé une instance pour réclamer un référendum sur le rattachement de la Loire-Atlantique à la région Bretagne, un courrier a été envoyé au premier Ministre en ce sens, de nombreuses autres collectivités sont également signataires.

## Identité visuelle

### Héraldique
| Armes de la Loire-Atlantique | Reprenant les blasons de Paimbœuf, Ancenis, Châteaubriant, Saint-Nazaire et Nantes, les armes de la Loire-Atlantique se blasonnent ainsi : « Écartelé, au premier d'azur au navire équipé d'or, soutenu d'une mer d'argent, au second de gueules à trois quintefeuilles d'hermine, au troisième de gueules semé de fleurs de lys d'or, au quatrième d'azur à la nef équipée et habillée d'argent voguant sur une mer du même mouvant de la pointe, la voile chargée d'une clef de sable posée de fasce, au chef d'argent chargé de cinq mouchetures d'hermine de sable et d'une clef d'or brochant en fasce sur les mouchetures, le panneton à sénestre vers la pointe, sur le tout de gueules au vaisseau équipé d'or, habillé d'hermine, voguant sur une mer de sinople mouvant de la pointe et ondée d'argent, au chef aussi d'hermine. » Un autre blason, non officiel, fut proposé par l'héraldiste Robert Louis. Il se blasonne ainsi : « D'hermine à la fasce ondée d'azur » | Armes de la Loire-Atlantique selon Robert Louis |

### Logos

Ancien logo du département.
Logo du conseil général jusqu'en 2012.
Logo actuel.

### Drapeau

Drapeau non-officiel de la Loire-Atlantique, combinant l'hermine bretonne à un tracé bleu symbolisant la Loire.

## Nom
En gallo, le nom du département est Louérr Atlântiq (en écriture MOGA, prononcé /lwe.ra.tlɑ̃ː.tik/), et en breton Liger-Atlantel (prononcé /ˈliː.ɡɛ.rat.ˈlãn.tɛl/).

## Géographie
Située sur la côte atlantique française, la Loire-Atlantique est limitrophe des départements du Morbihan au Nord-Ouest, d'Ille-et-Vilaine au Nord, de Maine-et-Loire à l'Est et de Vendée au Sud. La côte ouest est bordée par l'océan Atlantique. Le département est traversé par la Loire qui, à partir de Nantes constitue un estuaire et se jette dans l'océan au niveau de Saint-Nazaire. La vallée de la Loire est ici appelée Basse-Loire.

Paysages de la Loire-Atlantique :
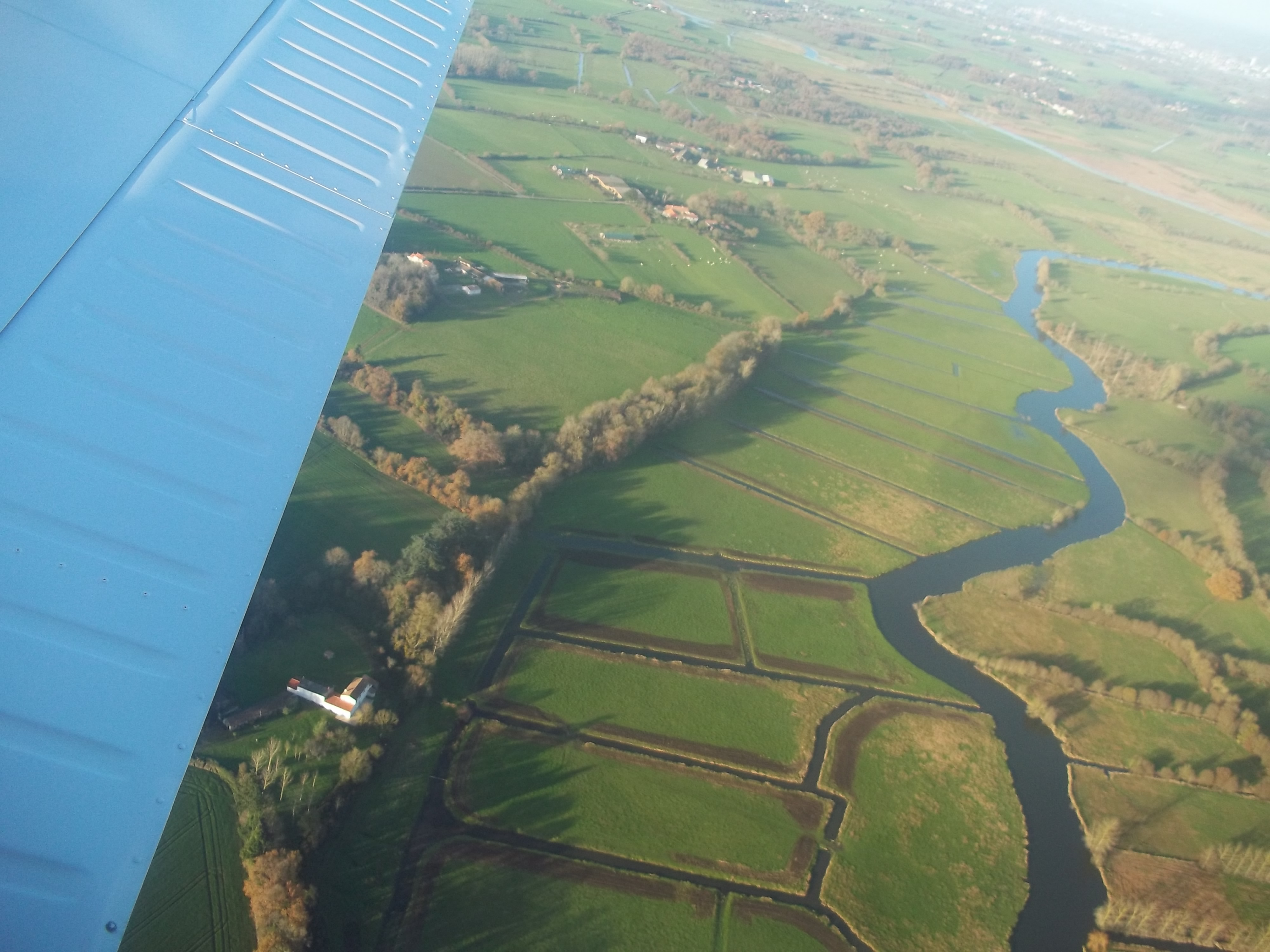
Campagne nantaise dans le centre.
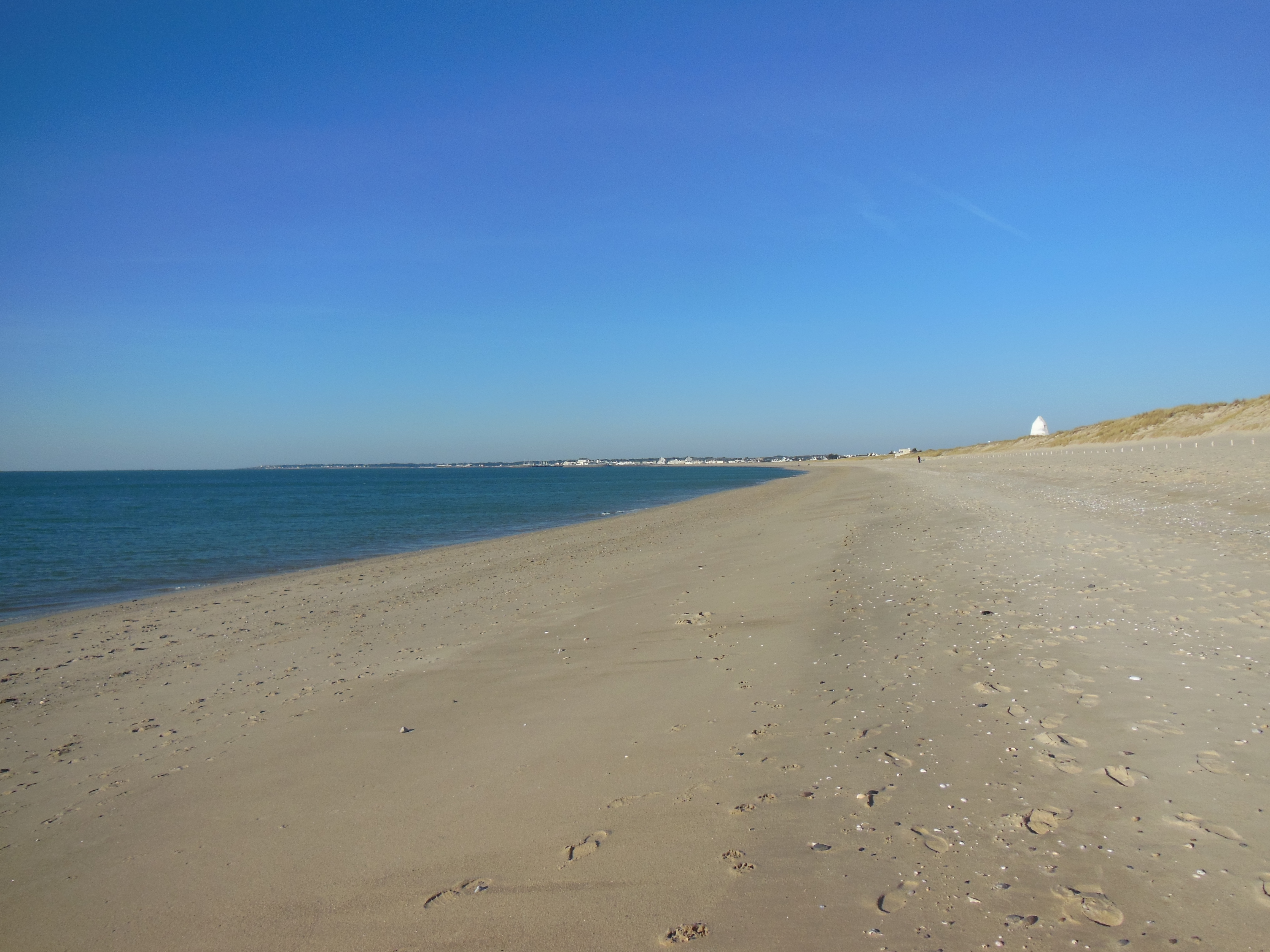
Plage grande falaise à La Turballe, dans l'ouest.
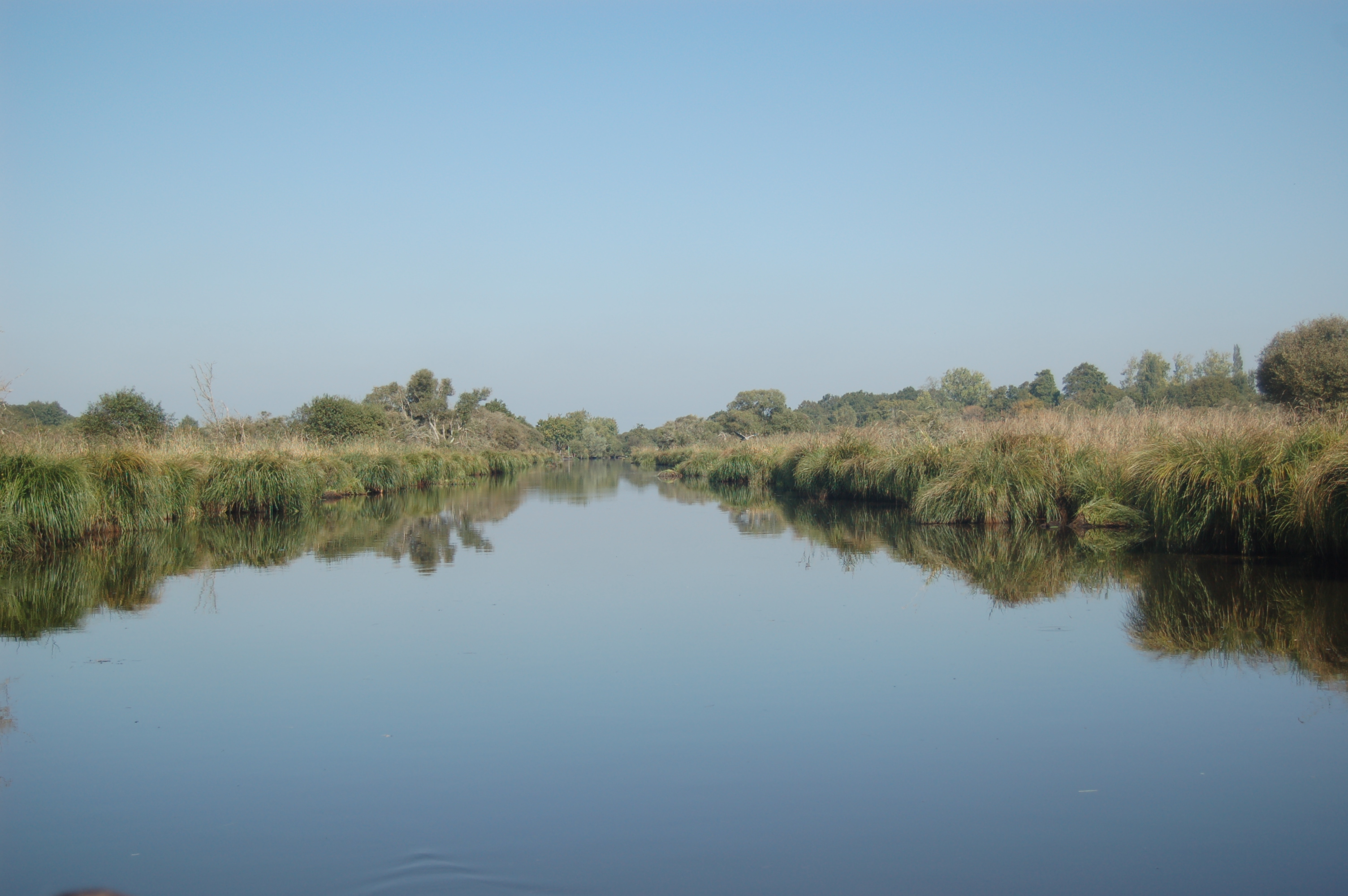
Paysage de Brière, dans l'ouest.
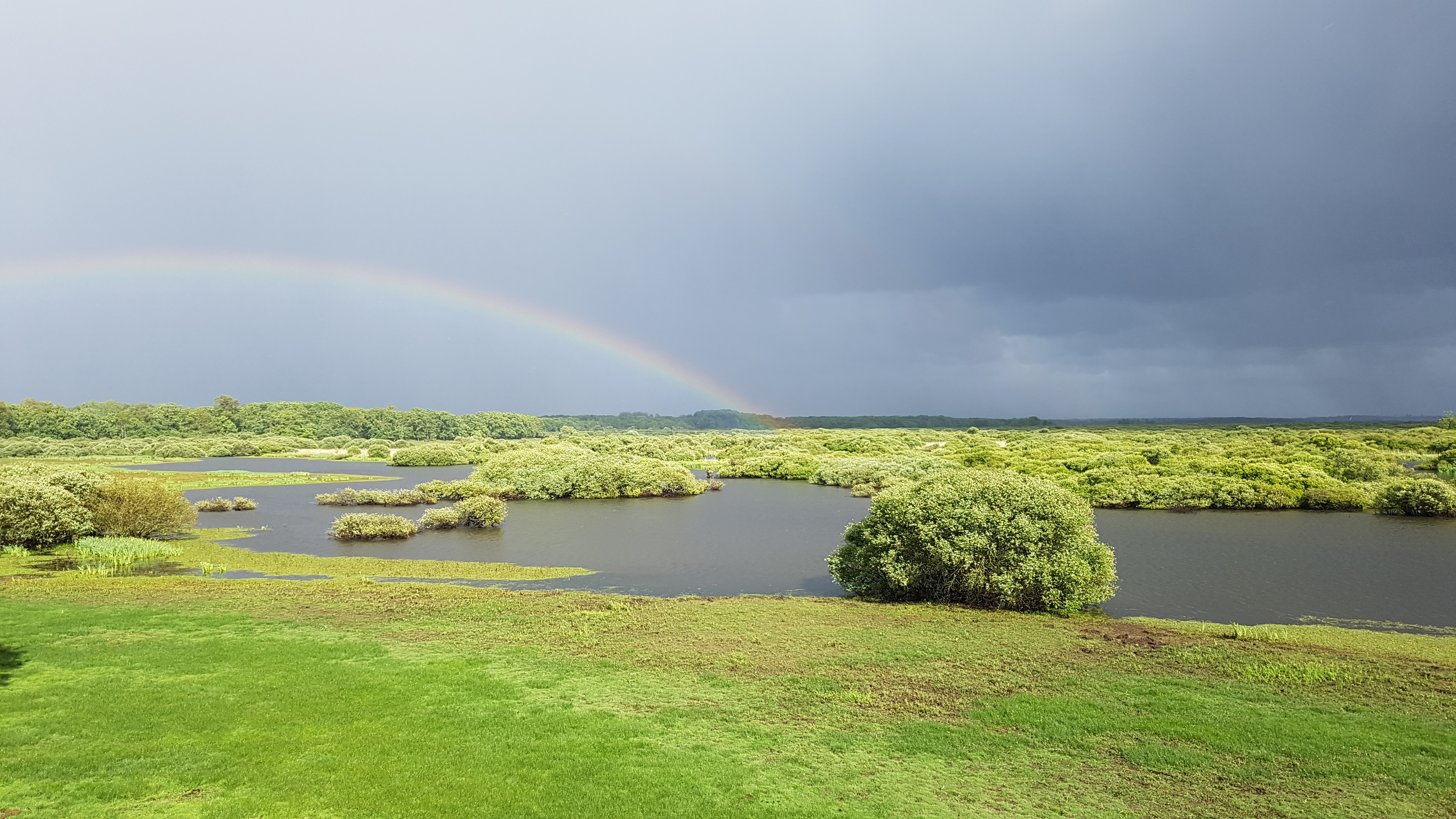
Lac de Grand-Lieu, dans le sud.

### Géologie
Le département fait partie du Massif armoricain ; sa géologie est variée (schistes et grès primaires, faluns tertiaires). Le bassin houiller de Basse Loire s'étend dans l'est du département.

### Relief
Avec une altitude moyenne de seulement 34 mètres, la Loire-Atlantique présente la particularité d'être le département le plus plat de France.
Le relief de la Loire-Atlantique est donc globalement très peu marqué. Au nord-est de la Loire, on trouve le Bocage angevin, qui correspond approximativement aux Pays de Châteaubriant et d'Ancenis, et qui fait partie d'une région forestière nationale portant le même nom. Il s'étend également sur les départements de Maine-et-Loire et de la Mayenne. Il s'agit d'un ensemble de plateaux d'altitude voisine de 100 mètres : le point culminant du département est la colline de la Bretèche (116 mètres), située sur la commune de Fercé.
Au sud du fleuve, vers le pays de Retz, le paysage se caractérise plutôt par une succession de collines atteignant 30 mètres. Tandis qu'au nord-ouest du fleuve, le Sillon de Bretagne, une suite de collines, traverse le département selon une direction nord-ouest/sud-est.

### Hydrographie

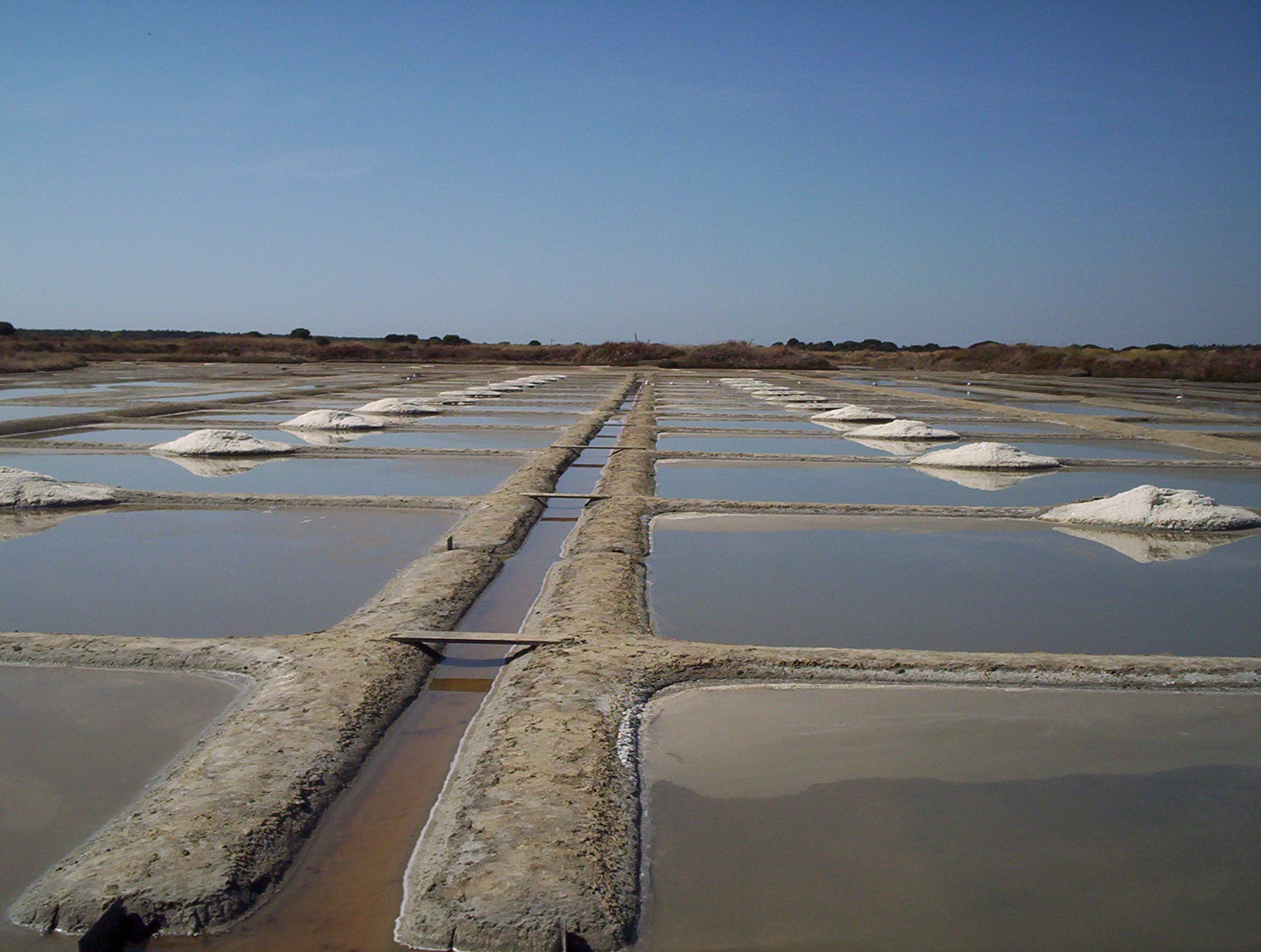
Marais salants de Guérande.

La Loire-Atlantique est le deuxième département français en surface de marais (72 000 hectares). Le département dispose de grandes zones humides. Les principales sont l'estuaire de la Loire, les marais de Brière et le Lac de Grand-Lieu mais aussi de nombreuses petites zones humides dont le rôle est essentiel.
L'estuaire de la Loire comprend 22 000 hectares d'espaces naturels dont 5 000 hectares de fleuve.
La Loire constitue un élément géographique majeur ; on considère généralement que son estuaire commence en aval de la ville et les variations de niveau liées à l'influence océanique des marées y sont perceptibles (l'Acheneau, un de ses affluents situé au sud de l'estuaire, voit parfois son cours s'inverser lors de fortes marées). Le Nord du département est traversé d'est en ouest par les vallées de la Chère, du Don et de l’Erdre, de la Chézine, du Gesvres, au sud par celle de la Sèvre Nantaise.

### Littoral
La Loire-Atlantique possède 133 kilomètres de côtes le long de l'océan Atlantique, dont 68 de plages. Le littoral se divise entre la Côte d'Amour à l'ouest de Nantes et au sud-ouest de Guérande et la côte de Jade au sud de celui-ci.

### Carte
| \| Localisation de la Loire-Atlantique en France \| Île Dumet Nantes Ancenis-Saint-Géréon Châteaubriant Saint-Nazaire Guérande La Baule- · Escoublac Pornichet Pontchâteau Savenay Pornic Machecoul- · Saint-Même Saint-Philbert-de-Grand-Lieu Clisson Vallet Saint-Julien-de-Concelles Nort-sur-Erdre Blain Guémené-Penfao Nozay Saint-Étienne- · de-Montluc Indre Le Croisic Paimbœuf Saint-Brevin- · les-Pins |
| Localisation de la Loire-Atlantique en France |

| Localisation de la Loire-Atlantique en France |

| \| Localisation de la Loire-Atlantique en France \| Île Dumet Nantes Ancenis-Saint-Géréon Châteaubriant Saint-Nazaire Guérande La Baule- · Escoublac Pornichet Pontchâteau Savenay Pornic Machecoul- · Saint-Même Saint-Philbert-de-Grand-Lieu Clisson Vallet Saint-Julien-de-Concelles Nort-sur-Erdre Blain Guémené-Penfao Nozay Saint-Étienne- · de-Montluc Indre Le Croisic Paimbœuf Saint-Brevin- · les-Pins |
| Localisation de la Loire-Atlantique en France |

| Localisation de la Loire-Atlantique en France |

### Climat
Avec sa façade océanique orientée vers l'ouest et un relief peu accentué, le climat de la Loire-Atlantique est de type tempéré océanique, humide, doux et change peu d'un endroit à l'autre du département.
La température moyenne annuelle est de l'ordre de 11 °C. Les hivers y sont doux (températures moyennes de 1 °C à 9 °C) et pluvieux, les étés moyennement chauds (24 °C en moyenne) et ensoleillés. Le brouillard est fréquent, surtout l'hiver.
Les précipitations, dont la moyenne annuelle varie entre 650 et 800 mm, sont fréquentes (surtout en hiver et au printemps) mais rarement violentes ; le chiffre moyen de 820 mm de pluie par an masque par ailleurs une irrégularité des précipitations d'une année sur l'autre. Le crachin est fréquent durant l'hiver.
L'ensoleillement de la Loire-Atlantique est d'environ 2 000 heures par an. Sur la côte, l'ensoleillement est plus élevé qu'à l'intérieur du département.
Sous l'influence majeure de l'océan Atlantique, la météo peut être très variable au fil des heures dans une journée, surtout sur la côte du département.
| Mois                     | jan.  | fév.  | mars  | avril | mai   | juin  | jui.  | août  | sep.  | oct.  | nov.  | déc.   | année  |
| ------------------------ | ----- | ----- | ----- | ----- | ----- | ----- | ----- | ----- | ----- | ----- | ----- | ------ | ------ |
| Température moyenne (°C) | 5,79  | 6,48  | 8,55  | 10,66 | 14,12 | 17,24 | 19,24 | 19,16 | 16,88 | 13,19 | 8,76  | 6,18   | 12,19  |
| Ensoleillement (h)       | 69    | 93    | 139   | 170   | 179   | 214   | 212   | 223   | 205   | 115   | 88    | 88     | 1 796  |
| Précipitations (mm)      | 87,24 | 68,22 | 64,21 | 53,53 | 62,97 | 42,69 | 46,14 | 47,87 | 64,03 | 85,51 | 59,45 | 174,02 | 801,85 |

| Mois                              | jan. | fév. | mars | avril | mai  | juin | jui. | août | sep. | oct. | nov. | déc. | année |
| --------------------------------- | ---- | ---- | ---- | ----- | ---- | ---- | ---- | ---- | ---- | ---- | ---- | ---- | ----- |
| Température minimale moyenne (°C) | 3,1  | 2,9  | 4,8  | 6,4   | 9,9  | 12,6 | 14,4 | 14,2 | 11,9 | 9,4  | 5,7  | 3,4  | 8,3   |
| Température maximale moyenne (°C) | 9    | 9,9  | 13   | 15,5  | 19,2 | 22,7 | 24,8 | 25   | 22,1 | 17,5 | 12,4 | 9,3  | 16,7  |

## Urbanisme

### Logement

#### Résidences secondaires
En 2018, les résidences secondaires représentent plus de la moitié des logements sur le littoral.

### Voies de communications et transports
La gestion du réseau routier est assurée par la direction interdépartementale des routes Ouest.

## Économie
L'économie de la Loire-Atlantique est la quinzième en France en termes de produit intérieur brut par habitant.

### Agriculture
Le département dispose d'une forte tradition maraîchère.

### Grandes entreprises
Au 22 août 2019, le département compte 396 entreprises publiant un chiffre d'affaires annuel de plus de 20 millions d'euros.

### Tourisme

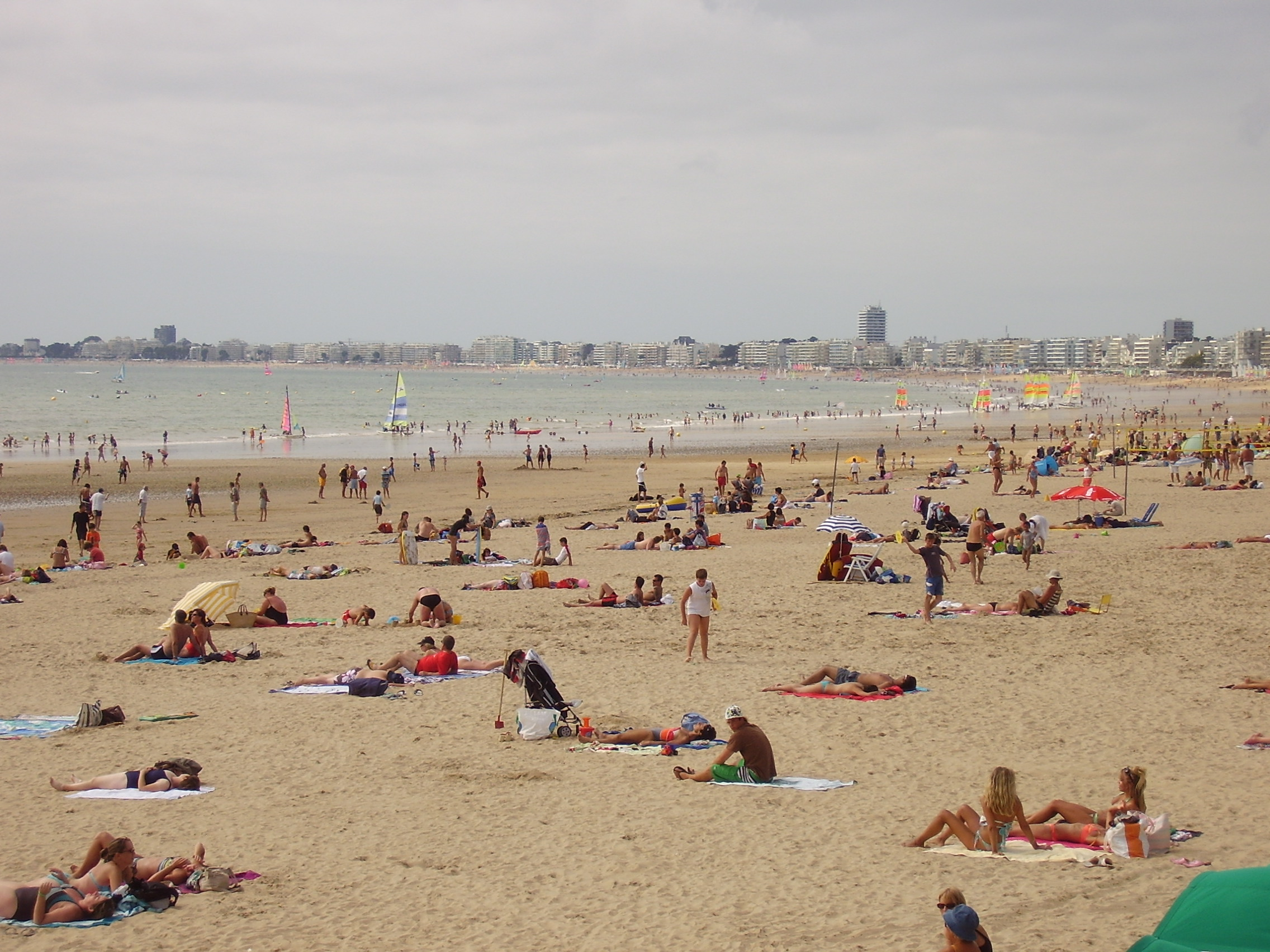
Tourisme balnéaire : la plage de La Baule-Escoublac.

La Loire-Atlantique est la 6e destination touristique des Français avec 24,5 millions de nuitées, et fournit de l'emploi à 20 000 personnes,.

## Démographie
En 2022, le département comptait 1 473 156 habitants, en évolution de +6,68 % par rapport à 2016 (France hors Mayotte : +2,11 %).
| 1791 | 1801    | 1806    | 1821    | 1826    | 1831    | 1836    | 1841    | 1846    |
| ---- | ------- | ------- | ------- | ------- | ------- | ------- | ------- | ------- |
| -    | 369 305 | 417 124 | 433 815 | 457 090 | 470 093 | 470 768 | 486 806 | 517 265 |

| 1851    | 1856    | 1861    | 1866    | 1872    | 1876    | 1881    | 1886    | 1891    |
| ------- | ------- | ------- | ------- | ------- | ------- | ------- | ------- | ------- |
| 535 664 | 555 996 | 580 207 | 598 598 | 602 206 | 612 972 | 625 625 | 643 884 | 645 263 |

| 1896    | 1901    | 1906    | 1911    | 1921    | 1926    | 1931    | 1936    | 1946    |
| ------- | ------- | ------- | ------- | ------- | ------- | ------- | ------- | ------- |
| 646 172 | 664 971 | 666 748 | 669 920 | 649 691 | 651 487 | 652 079 | 659 428 | 665 064 |

| 1954    | 1962    | 1968    | 1975    | 1982    | 1990      | 1999      | 2006      | 2011      |
| ------- | ------- | ------- | ------- | ------- | --------- | --------- | --------- | --------- |
| 733 575 | 803 372 | 861 452 | 934 499 | 995 498 | 1 052 183 | 1 134 266 | 1 234 085 | 1 296 364 |

| 2016      | 2021      | 2022      | - | - | - | - | - | - |
| --------- | --------- | --------- | - | - | - | - | - | - |
| 1 380 852 | 1 457 806 | 1 473 156 | - | - | - | - | - | - |

Les zones urbaines du département.

Sa densité moyenne est de 216,2 hab./km2, mais ce nombre masque des disparités importantes. Les agglomérations de Nantes et de Saint-Nazaire concentrent à elles seules 55 % de la population de Loire-Atlantique, sur seulement 12% du territoire du département. La métropole Nantes Saint-Nazaire compte selon l'Agence urbanisme de l'agglomération nantaise (AURAN), 901 000 habitants et représente ainsi la 5e métropole française derrière Paris, Marseille-Aix-en-Provence, Lyon, et Lille (hors partie belge). De fait, les trois-quarts des Ligériens résident le long de la Loire (principalement sur la rive droite), depuis Ancenis jusqu'à l'estuaire. Les deux aires urbaines les plus importantes qui n'appartiennent pas à cet ensemble, celle de Nantes et celle de Saint-Nazaire, sont l'aire urbaine de Châteaubriant (24 132 habitants répartis dans dix communes en 2013), l'unité urbaine de Clisson (17 882 habitants répartis sur quatre communes en 2012), et l'aire urbaine de Varades (6 614 habitants répartis dans deux communes en 2013). Saint-Mars-la-Jaille est également considéré comme une aire urbaine monocommunale par l'INSEE.
Entre 1990 et 1999, le département a gagné plus de 82 000 habitants (soit une progression annuelle de 0,84 %), l'un des plus forts accroissements en France pendant cette période, autant dû au solde naturel qu'au solde migratoire. Avec près de 600 000 habitants, l'agglomération de Nantes se situe au 8e rang national ; la population de son aire urbaine est estimée en 2009 à 862 111 habitants.
Entre 1999 et 2009, le département croît de 132 000 habitants, soit une progression annuelle de 1,06 %.
Entre 2008 et 2018, la population du département croît de 164 500 habitants, soit une progression annuelle moyenne de 1,32 % (5ème plus forte croissance de France Métropolitaine); la population de l'aire urbaine de Nantes est estimée en 2018 à 986 300 habitants.

### Communes les plus peuplées
| Nom                       | Code Insee | Intercommunalité                             | Superficie (km2) | Population (dernière pop. légale) | Densité (hab./km2) | Modifier                                    |
| ------------------------- | ---------- | -------------------------------------------- | ---------------- | --------------------------------- | ------------------ | ------------------------------------------- |
| Nantes                    | 44109      | Nantes Métropole                             | 65,19            | 325 070 (2022)                    | 4 987              | modifier les données · modifier les données |
| Saint-Nazaire             | 44184      | CA de la Région Nazairienne et de l'Estuaire | 46,79            | 73 111 (2022)                     | 1 563              | modifier les données · modifier les données |
| Saint-Herblain            | 44162      | Nantes Métropole                             | 30,02            | 50 561 (2022)                     | 1 684              | modifier les données · modifier les données |
| Rezé                      | 44143      | Nantes Métropole                             | 13,78            | 43 349 (2022)                     | 3 146              | modifier les données · modifier les données |
| Saint-Sébastien-sur-Loire | 44190      | Nantes Métropole                             | 11,66            | 28 373 (2022)                     | 2 433              | modifier les données · modifier les données |
| Orvault                   | 44114      | Nantes Métropole                             | 27,67            | 28 341 (2022)                     | 1 024              | modifier les données · modifier les données |
| Vertou                    | 44215      | Nantes Métropole                             | 35,68            | 26 048 (2022)                     | 730                | modifier les données · modifier les données |
| Couëron                   | 44047      | Nantes Métropole                             | 44,03            | 23 541 (2022)                     | 535                | modifier les données · modifier les données |
| Bouguenais                | 44020      | Nantes Métropole                             | 31,50            | 20 590 (2022)                     | 654                | modifier les données · modifier les données |
| Carquefou                 | 44026      | Nantes Métropole                             | 43,42            | 20 535 (2022)                     | 473                | modifier les données · modifier les données |
| La Chapelle-sur-Erdre     | 44035      | Nantes Métropole                             | 33,42            | 20 483 (2022)                     | 613                | modifier les données · modifier les données |
| Pornic                    | 44131      | CA Pornic Agglo Pays de Retz                 | 94,18            | 18 382 (2022)                     | 195                | modifier les données · modifier les données |
| Guérande                  | 44069      | CA de la Presqu'île de Guérande Atlantique   | 81,44            | 16 684 (2022)                     | 205                | modifier les données · modifier les données |
| La Baule-Escoublac        | 44055      | CA de la Presqu'île de Guérande Atlantique   | 22,19            | 16 613 (2022)                     | 749                | modifier les données · modifier les données |
| Sainte-Luce-sur-Loire     | 44172      | Nantes Métropole                             | 11,45            | 16 227 (2022)                     | 1 417              | modifier les données · modifier les données |

### Densité de population dans le département
La densité de population moyenne de la Loire-Atlantique était de 212,1 habitants par km2 en 2021. 

Densité de population en Loire-Atlantique en 2024

## Culture
Le conseil départemental est le propriétaire et le gestionnaire d'un patrimoine architectural classé qui comprend le musée Dobrée, les châteaux de Châteaubriant et de Clisson, le domaine de la Garenne Lemot (Gétigné), dû à François-Frédéric Lemot et Mathurin Crucy, et l'église du Vieux-Bourg de Saint-Sulpice-des-Landes, remarquable pour son ensemble peint de l'époque gothique.
Par ailleurs, Le Grand T, auparavant connu sous le nom de Maison de la culture de Loire-Atlantique (MCLA), est une scène conventionnée missionnée par le conseil général et qui accueille des pièces de théâtre et des spectacles de danse et de chant. Située rue du Général-Buat, la salle de spectacle propose 879 places tandis que la chapelle peut accueillir 80 personnes.

### Langues
En plus du français, plusieurs langues sont ou étaient traditionnellement parlées en Loire-Atlantique :
- Le gallo, langue d'oïl pratiquée en Haute-Bretagne, était parlé dans la majeure partie de la Loire-Atlantique (80 % du Nord-Loire et la totalité du Sud-Loire à partir du XIIe siècle, bien que cette partie se distingue par son dialecte). Le gallo est à l'heure actuelle menacé d'extinction, du fait de la standardisation linguistique et de l'imbrication entre les grandes métropoles régionales et leur environnement rural (Nantes et Rennes)[66][réf. non conforme]. Le nombre de locuteurs du gallo est difficile à cibler. Lors du recensement de 1999, dans le questionnaire « Étude de l’histoire familiale », seulement 760 personnes ont déclaré pratiquer le gallo avec leurs proches[67]. Après extrapolation sur la population globale, le nombre de gallésants a finalement été estimé à 1,5 % de la population départementale, contre 2,5 % en Ille-et-Vilaine[68]. Ce chiffre est peut-être sous-estimé puisqu'une étude réalisée par laboratoire Credilif de l'université Rennes-II en 2008 fait état de 200 000 locuteurs dans toute la Haute-Bretagne[69]. En Loire-Atlantique, le gallo n'est enseigné ni dans les écoles, ni dans l'enseignement secondaire, alors que quelques structures le proposent dans la région Bretagne.

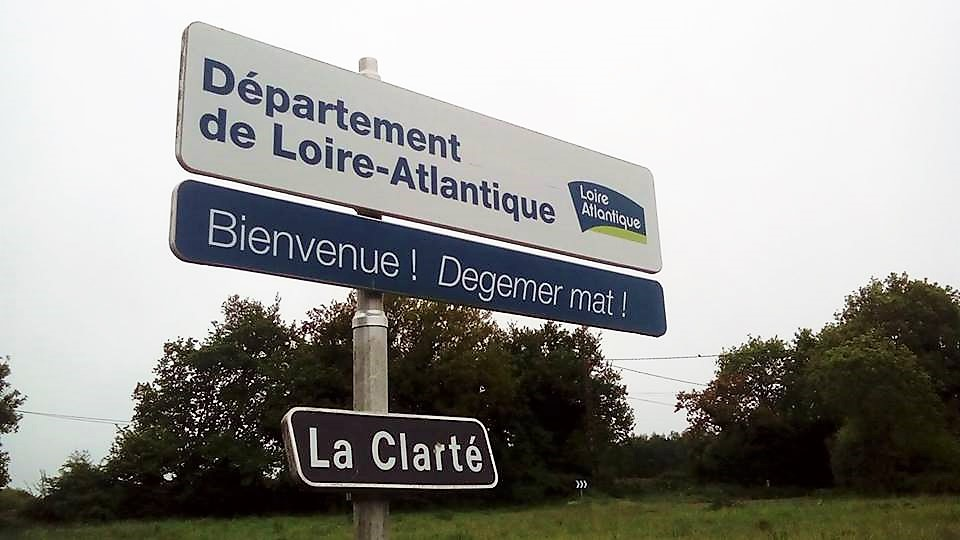
Panneau routier dans la presqu'île guérandaise souhaitant la bienvenue en français et en breton.

- Au IXe siècle la langue bretonne était parlée dans le tiers ouest du département, jusqu'à Marsac-sur-Don, Blain, Donges et Pornic. Son recul fut progressif, les îlots de « persistance » les plus importants ayant été la presqu'île guérandaise et la Brière[70]. Dans la presqu'île de Guérande, la langue bretonne fut utilisée jusqu'au début du XXe siècle[70] et la dernière locutrice native mourut à Batz-sur-Mer, au village de Kermoisan, en 1965. Il est probable que l'emploi du breton chez les paludiers et saulniers subsista par la nécessité de vendre du sel dans le Morbihan et le Finistère.
Par ailleurs, certains quartiers populaires de Nantes comme Chantenay furent également bretonnants jusque dans les années 1920 à 1930, conséquence de l'immigration de personnes originaires de parties de la Bretagne où l'on parlait breton.
De nos jours, les effectifs pondérés que fournit l'enquête Étude de l'histoire familiale menée par l'Insee en 1999 sont de plus de 6 500 locuteurs du breton de plus de 18 ans pour ce seul département[71].
À la rentrée 2019, 0,5 % des enfants de la Loire-Atlantique étaient scolarisés en filière bilingue français-breton dans le primaire, 0,8 % dans le pré-élémentaire et 0,1 % au collège (il n'existe pas d'offre d'enseignement bilingue au lycée dans le département, les parents doivent envoyer leurs enfants dans un autre département breton). Cet enseignement rassemble 0,3 % du total des effectifs[72].

- Dans la partie du département située au sud de la Loire, allant du Pays de Retz au Vignoble nantais, était parlé un dialecte gallo influencé par le dialecte poitevin. On retrouve cette situation également dans les Mauges (Maine-et-Loire) où le parler angevin reçoit aussi une influence poitevine, laquelle se fait encore plus sentir en allant dans le sud de cette région, au contact du Bas-Poitou.
- D'après Abel Hugo, en 1835, la langue française était la seule généralement usitée dans les villes, mais avec une prononciation traînante sur les finales. L'accent caractéristique des cantons était encore plus fortement marqué que celui des villes. On distinguait facilement un habitant de la rive gauche de la Loire d'un habitant des environs de Châteaubriant, de Blain ou de Batz. Dans les environs de Guérande, les paysans parlaient également le français et le bas-breton. L'usage de ces deux langues leur était nécessaire pour la « troque » ou le commerce d'échanges qu'ils faisaient avec les départements d'au-delà de la Vilaine[73].